# Mariya Koroleva
Mariya Koroleva (Jaroslavl', 10 aprile 1990) è una sincronetta statunitense, che ha rappresentato gli Stati Uniti ai Giochi olimpici di Londra 2012 e Rio de Janeiro 2016.

## Palmarès
- Giochi panamericani

Guadalajara 2011: argento nel duo
Guadalajara 2011: argento nella prova a squadre
Toronto 2015: bronzo nel duo